# Droogdal van de Kleine en Lange Zouw

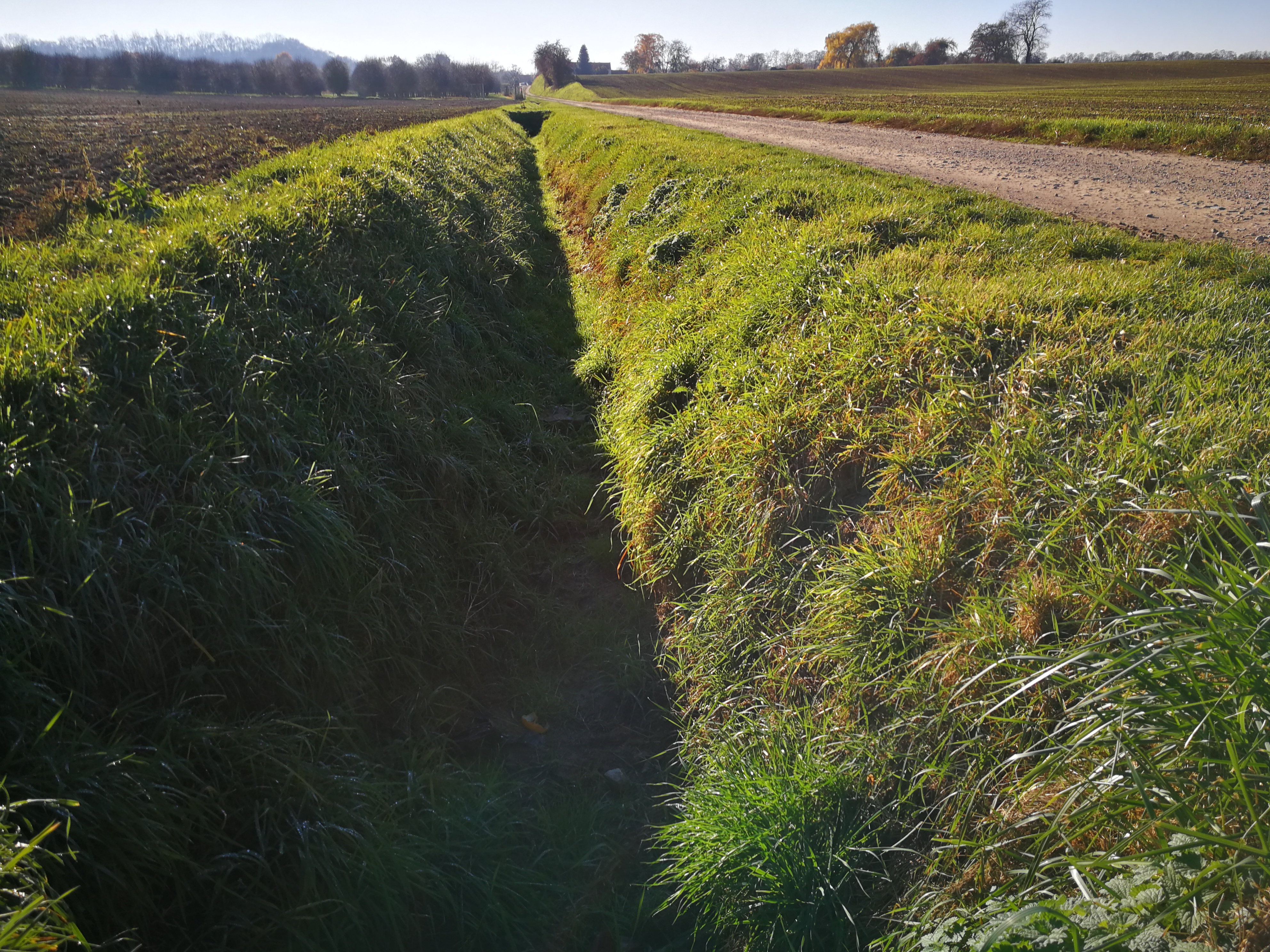
Lange Zouw Vroenhovenweg

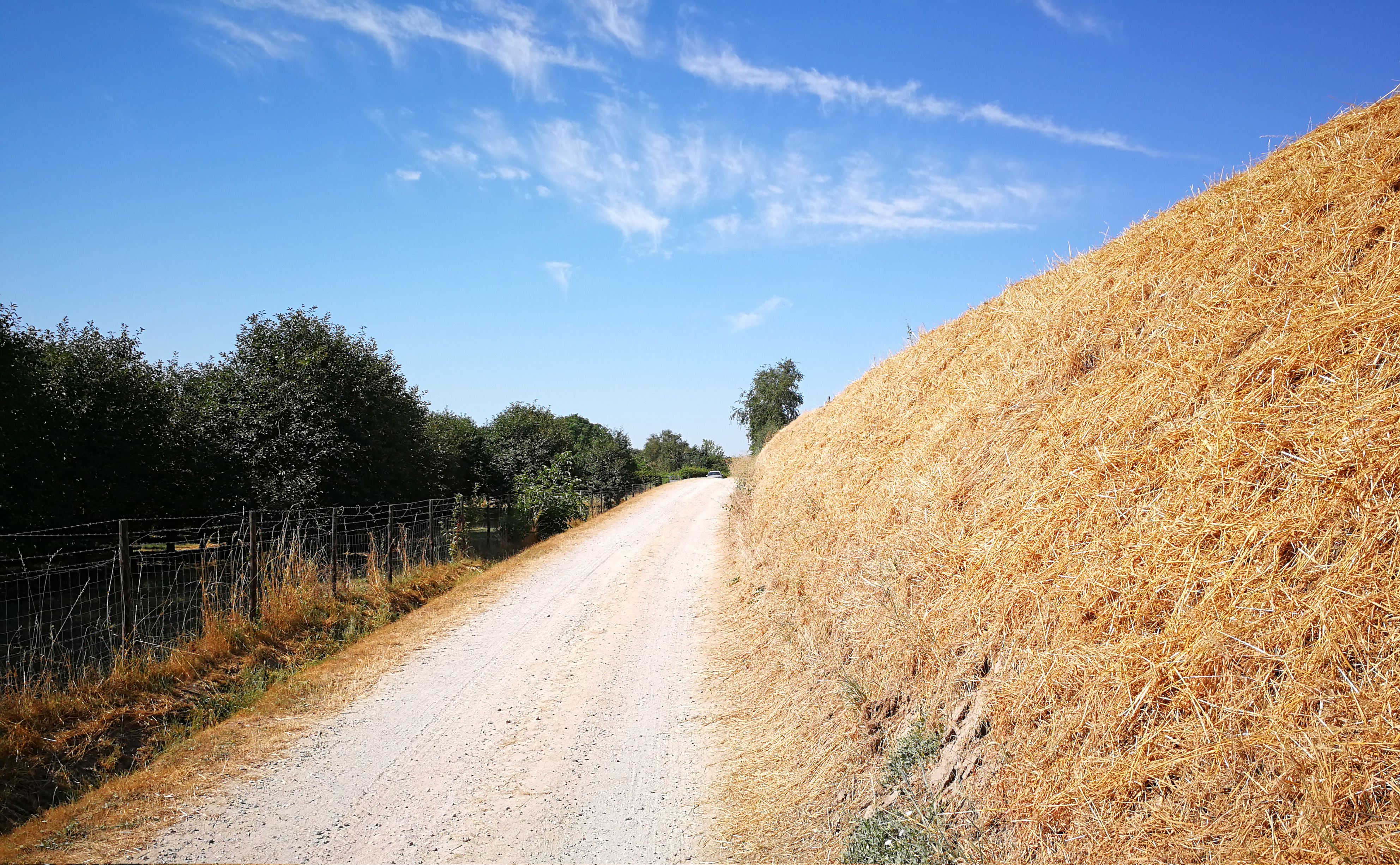
Droogdal van de Lange Zouw (einde Vroenhovenweg)

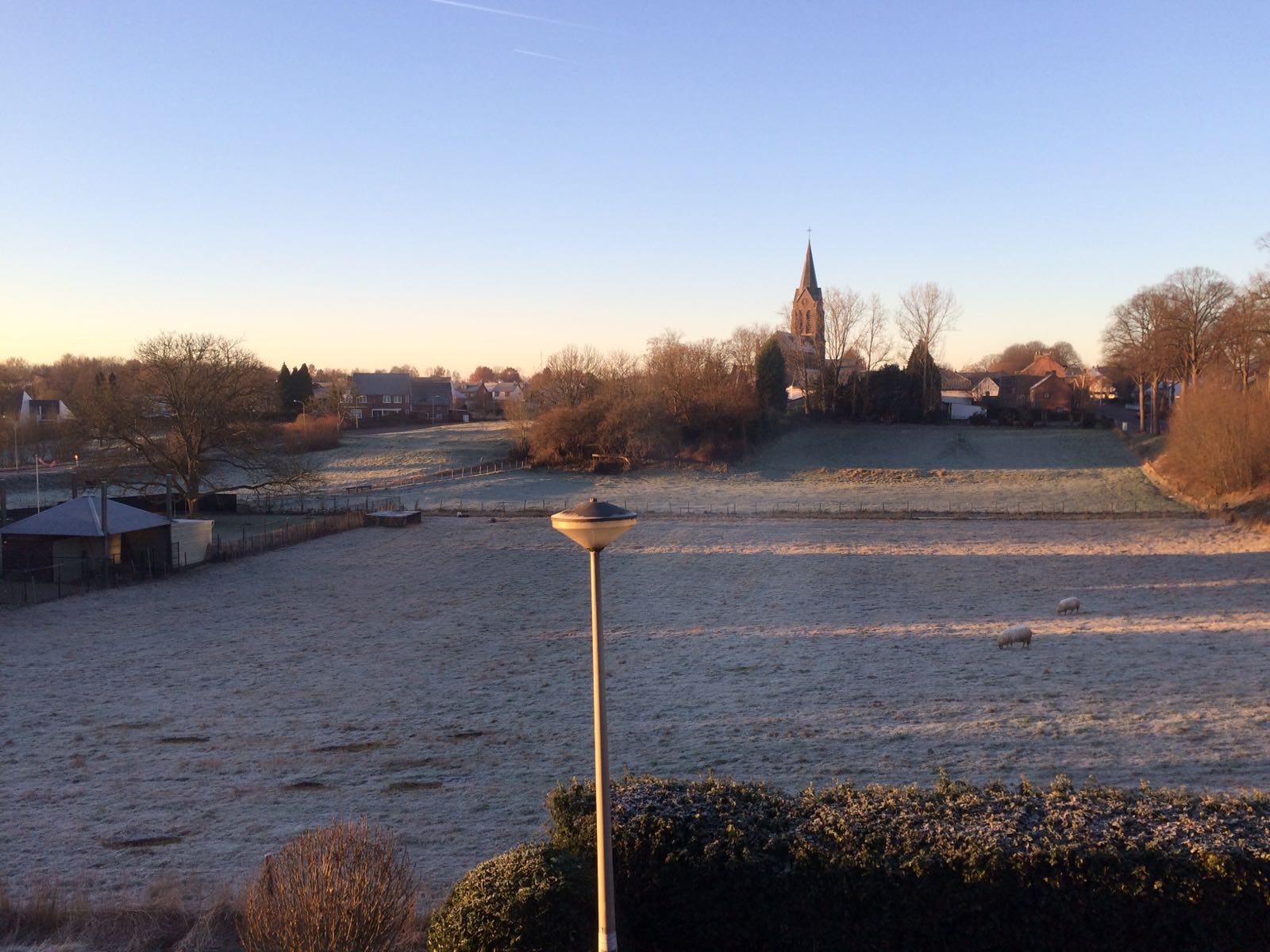
Droogdal van de Kleine Zouw (Daelhofpad nabij Tongerseweg)

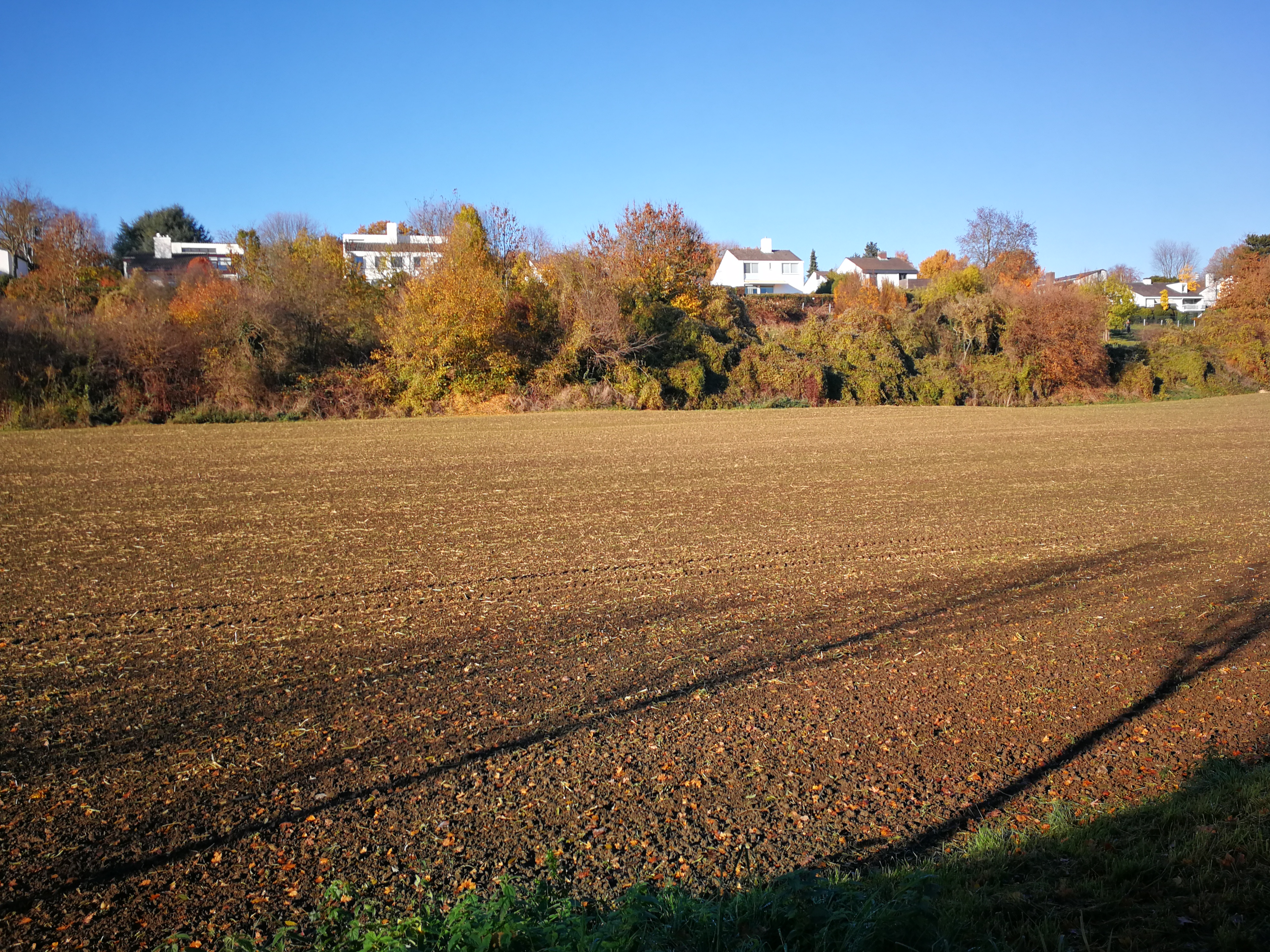
Kattenberg aan het droogdal

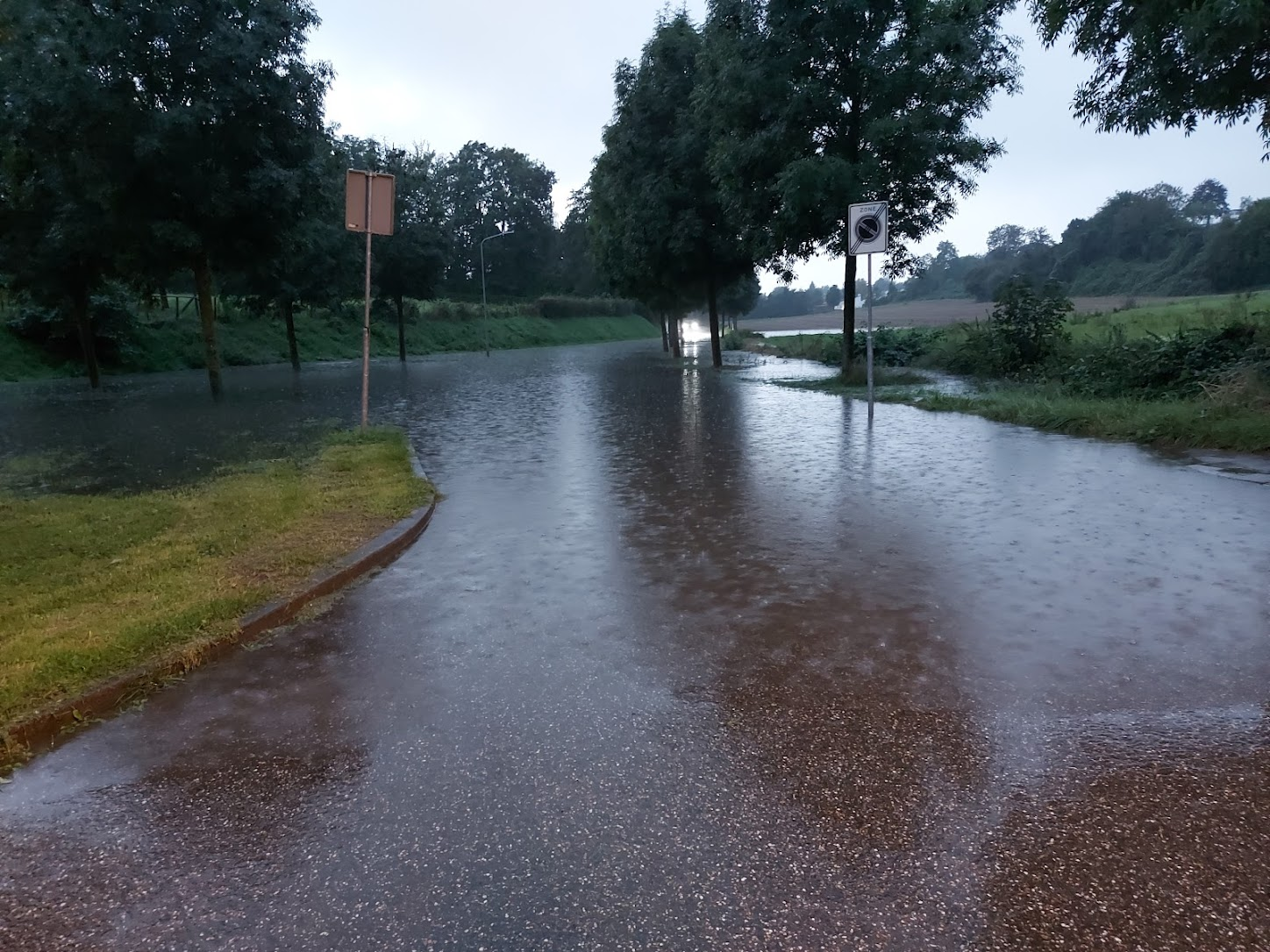
Lange Zouw en riolering kunnen water niet afvoeren tijdens wolkbreuk (Vroenhovenweg, 12 sept 2023)

Het Droogdal van de Kleine en Lange Zouw, ook wel Vroenhovenwater geheten, is een droogdal gelegen in het zuidwesten van de Nederlandse stad Maastricht. Het droogdal staat als waardevol landschapselement op de gemeentelijke monumentenlijst.

## Ligging
Het droogdal van de Lange Zouw volgt ruwweg het tracé van de Vroenhovenweg in Maastricht, ten westen van de Louwberg vanaf de grens met België richting de Jeker. De Kleine Zouw voegt zich bij de Lange Zouw ter hoogte van de Pletzersstraat in Wolder. De Kleine Zouw komt parallel aan de Romeinsebaan Nederland binnen en volgt het tracé Hermesweg en Pletzersstraat. Deze beek loopt middels een opening onder de Tongerseweg door. Inmiddels zijn beide waterlopen aangesloten op het rioolstelsel; bij hevige regenbuien wordt het water eerst opgevangen in recent aangelegde regenwaterbuffers, om erna weg te vloeien naar de riolering. De overvloedige regens van 14 juli 2021, alsmede die van 12 september 2023 zorgden voor uitzonderlijke wateroverlast in de buurtschap Biesland (Maastricht)

## Ontstaan
Dit droogdal is gevormd tijdens perioden van permafrost, in geologische ijstijd-tijdvakken zoals het Elsterien, het Saalien en het Weichselien toen er een toendraklimaat heerste en de regenrivieren Maas en Jeker hun stroom uitsleten. Enkel in de zomermaanden dooiden de bovenste 2 tot 2,5 meter van de bodem waarna deze bovenlaag veranderde in een natte, zachte massa doordat het water niet in de bevroren bodem kon draineren. Dit smeltwater stroomde langs de hellingen omlaag en sleet zo na lange perioden van erosie dit droogdal uit.
In dit dal bevonden zich twee stortbeken, die overtollig water konden vervoeren vanuit België richting het riviertje de Jeker. Deze beken stonden van oudsher meestentijds droog en zijn sinds de aanleg van het Albertkanaal in de jaren '30 van de twintigste eeuw helemaal afgesloten van aanvoer. 
Door de bijkomende grondwaterdaling, is het dal ook nog hevig uitgedroogd geraakt.

## Naam
De benaming "Zouw" betekent gewoon beek. Dat deze beekjes geen speciale riviernaam hebben gekregen zou te verklaren kunnen zijn door het meestal onbeduidende karakter van deze waterlopen en het gebrek aan waterverplaatsing. Het Zouwdal in het noordwesten van Maastricht (Malberg, Oud-Caberg, Lanakerveld), dat geen onderdeel is van de Kleine en Lange Zouw, herinnert eveneens aan een water dat ooit door dit droogdal stroomde.
De alternatieve benaming "Vroenhovenwater" verwijst naar de voormalige gemeente Vroenhoven, van 1839 tot 1920 Oud-Vroenhoven, waar het droogdal ligt.